# 塩いか

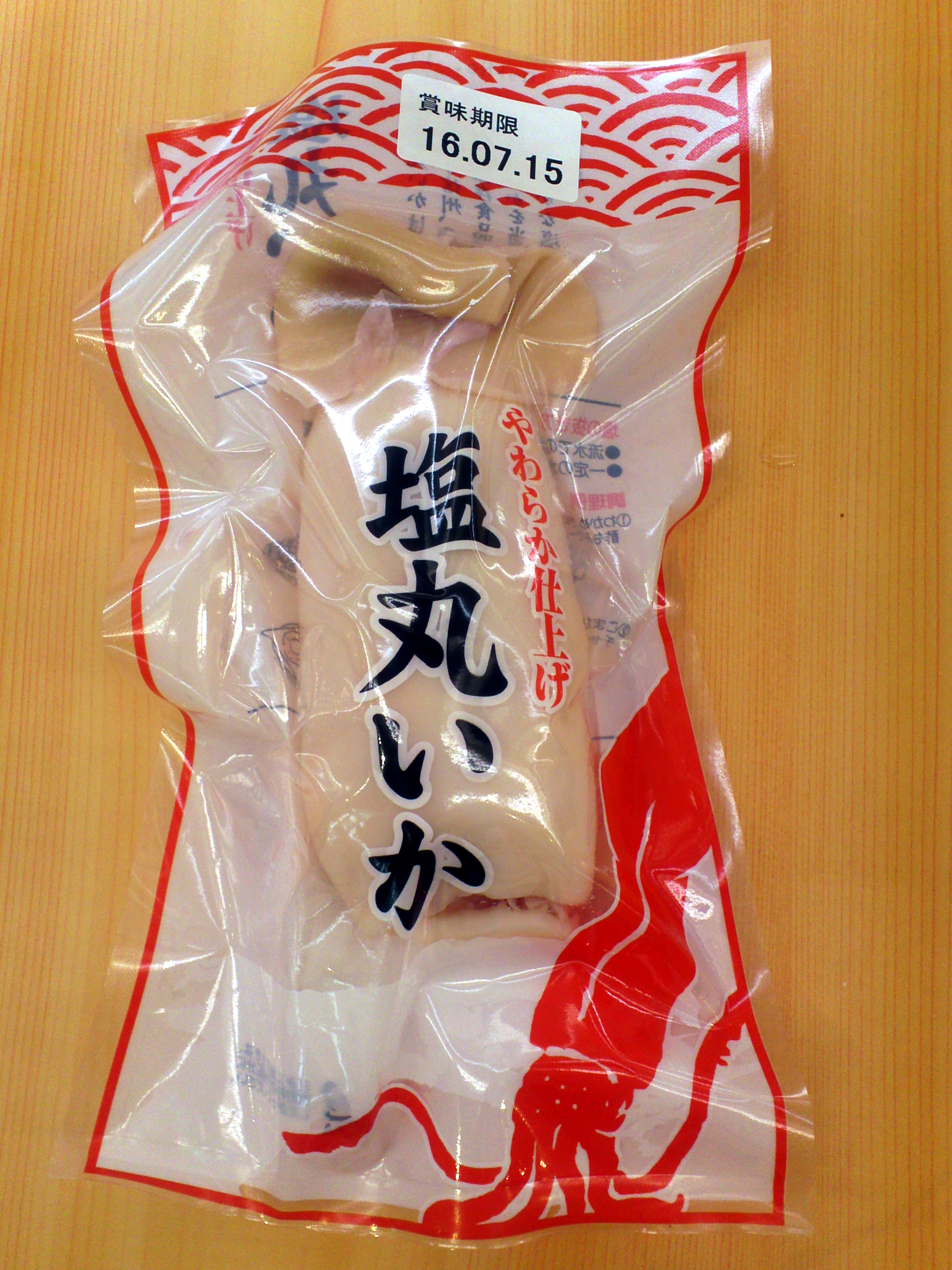
長野県内で販売されている「塩丸いか」の一例。

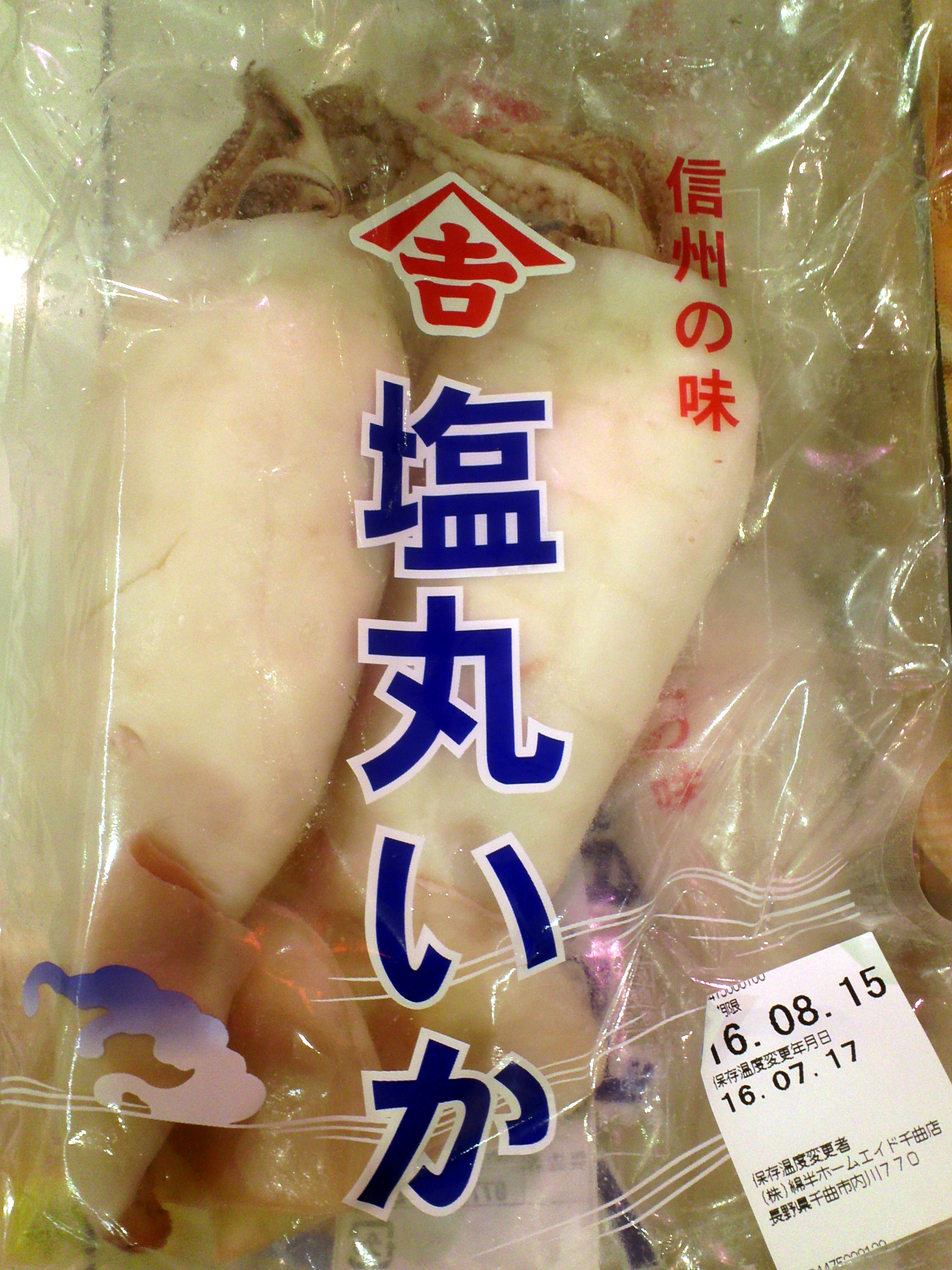

塩いか（しおいか）は、皮を剥いたイカを茹でて塩漬けにした食材。塩丸いか（しおまるいか）とも言う。
長野県、山梨県の北杜市、岐阜県の恵那地方(恵那市・中津川市)の郷土料理である。

## 概要
スルメイカを胴と足に分離し、内臓を取り除いた上で茹でる。茹であがったイカの胴部に足とともに塩を詰め込んだ塩蔵食材である。
作られるようになったのは江戸時代中期とされる。海から遠い中部地方の内陸部では塩の道が発達し、塩の輸送が行われたが、その際に塩に何かを漬け込んで運んだほうが商品価値が高くなることから作られるようになったという。
昭和初期までの文献では「塩イカ」として腹の中まで塩を詰めたものと説明されていたが、現代では「塩丸いか」の名で流通しており腹の中に塩は詰められていない。
長野県内のスーパー、食料品店などでは、常時販売されている。なお、市販のものは塩抜きを必要とする。長野県内では中・南信地方居住者と出身者、中でも南信地方で多く購入されている。長野県では日本海からの距離に応じて、中信地方では煮いか、南信地方では塩いかが料理に好んで用いられてきた。
生産地の一つに福井県があるが、福井県内ではほとんど消費されず、9割が長野県に出荷されている。

## 調理
水に晒して塩抜きした後、輪切りにしてキュウリ、酒粕などと和え物にしたり、天ぷらにする料理が定番である。